# 楓樹坑
楓樹坑，是台灣桃園市龜山區的一個傳統地域名稱，位於該區西部。相較於今日行政區，其範圍大致包括精忠里東大半部、楓樹里、楓福里、大崗里東南部及西南端、大華里不含東南部及北部。

## 歷史
台灣清治末期至日治前期，楓樹坑地區為一街庄，稱為「楓樹坑庄」，隸屬於桃澗堡。該庄西北與南崁頂庄為鄰，北與下湖庄、大湖庄為鄰，東與舊路坑庄為鄰，南邊及西南邊為新路坑庄，西邊為大檜溪庄、水汴頭庄。
1901年（日治明治三十四年）11月，全台廢縣廳改設二十廳，該庄隸屬於桃仔園廳。1903年（明治三十六年），改名桃園廳。1909年（明治四十二年）10月，合併二十廳為十二廳，該庄隸屬不變。1920年（大正九年），該庄改制為「楓樹坑」大字，隸屬於新竹州桃園郡龜山庄，大字下有「坪頂」、「頂湖」、「楓樹坑」小字名。
戰後龜山庄改制為龜山鄉，隸屬於新竹縣，大字亦改制為村。1950年桃、竹、苗分治，龜山鄉改隸屬於桃園縣。2014年12月桃園縣升格為直轄桃園市，龜山鄉改制為龜山區。

## 聚落
本地區發展較早的聚落有頂湖、公華坑、中坑、風尾坑、社庄（楓樹坑）、楓樹腳等，在日治期初期的官方地圖上已有記載。

## 交通
市道105號（忠義路二段～一段）是八里至龜山的道路，其南側端點位於本地區南部省道台1線路口。由此向北北東轉北再轉北北西蜿蜒而行，出境經下湖地區東部後再入境經頂湖聚落後轉向北出境，至大湖轉東北可前往林口、八里並止於省道台15線路口。
區道桃11線（頂湖路、頂湖一街、忠義路二段351巷、新興街241巷；成功路三段）是西勢湖至桃園的道路，大致先以南南東—北北西走向轉東北東—西南西走向經過本地區東北部凸出部分的中部及北部西側邊界，再以東北—西南走向轉縱向蜿蜒經過本地區西北部邊界地帶。由該道路東段向南南東蜿蜒而行可前往舊路坑中部並止於區道桃7線路口；由西段向南蜿蜒出境後可經大檜溪、大檜溪地區南部前往桃園市中心並止於市道110號路口。東段、西段間則行經下湖地區北部邊界地帶。

## 學校
- 楓樹國小

## 產業
- 林口工四工業區

## 醫院
- 桃園長庚紀念醫院

## 運動休閒
- 長庚高爾夫球場
- 東方高爾夫球場